# 李權武
李權武（韓語：리권무；1914年—1986年？）朝鮮民主主義人民共和國軍人、政治家，為延安派人物。

## 經歷
1914年出生在滿洲，父母都是朝鮮族流亡者。後來加入中國共產黨，與方虎山一同前往莫斯科東方大學學習。回到中國後來到延安，加入中共中央海外委員會的研究班朝鮮組工作，並加入八路軍。1945年，擔任朝鮮義勇軍第5支隊參謀長。1948年加入朝鮮人民軍，擔任國境警備旅長。1949年授少將軍銜。
1950年擔任第4師師長。韓戰爆發之際率第4師攻打議政府。同年7月，在美朝兩軍首次交鋒的烏山戰役中擊退美軍史密斯部隊。大田戰役中，又擊退美軍第24師。8月，參與攻打釜山環形防禦圈，再度與美軍第24師交戰，遭其反擊而失敗。
聯合國軍在仁川登陸之後，李權武率部回到朝鮮，擔任第1軍軍長。後任第2軍軍長。
1953年，擔任朝鮮勞動黨黨章修正委員。翌年授中將銜。在1956年的朝鮮勞動黨第三次代表大會（三大）上，當選朝鮮勞動黨中央委員會委員。1957年8月，當選朝鮮最高人民會議第2屆代議員、最高人民會議常任委員會委員。9月，擔任朝鮮人民軍總參謀長，授大將軍銜。